# Ca' Loredan
Ca' Loredan (ou Palazzo Corner Piscopia, Loredan ou simplement Corner-Loredan) est un palais vénitien, situé dans le sestiere (quartier)  San Marco le long du Grand Canal , à proximité du Pont du Rialto. Avec son annexe Ca' Farsetti, il abrite actuellement la mairie de la cité.

## Histoire

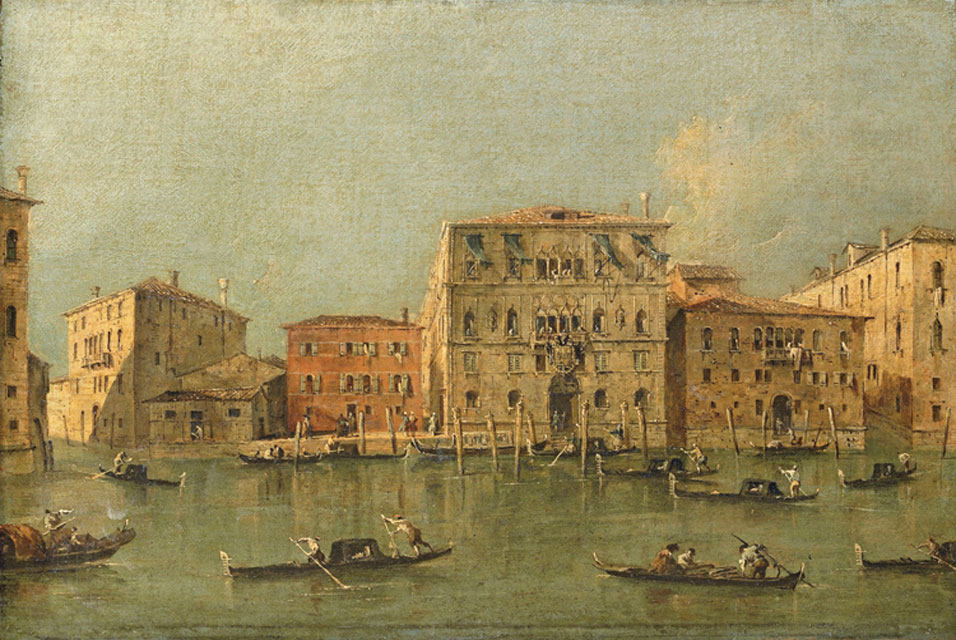
Vue du Palais Loredan de l'ambassadeur
sur le Grand Canal, Venise
par Francesco Guardi, XVIIIe siècle
Musée national du pays de Galles

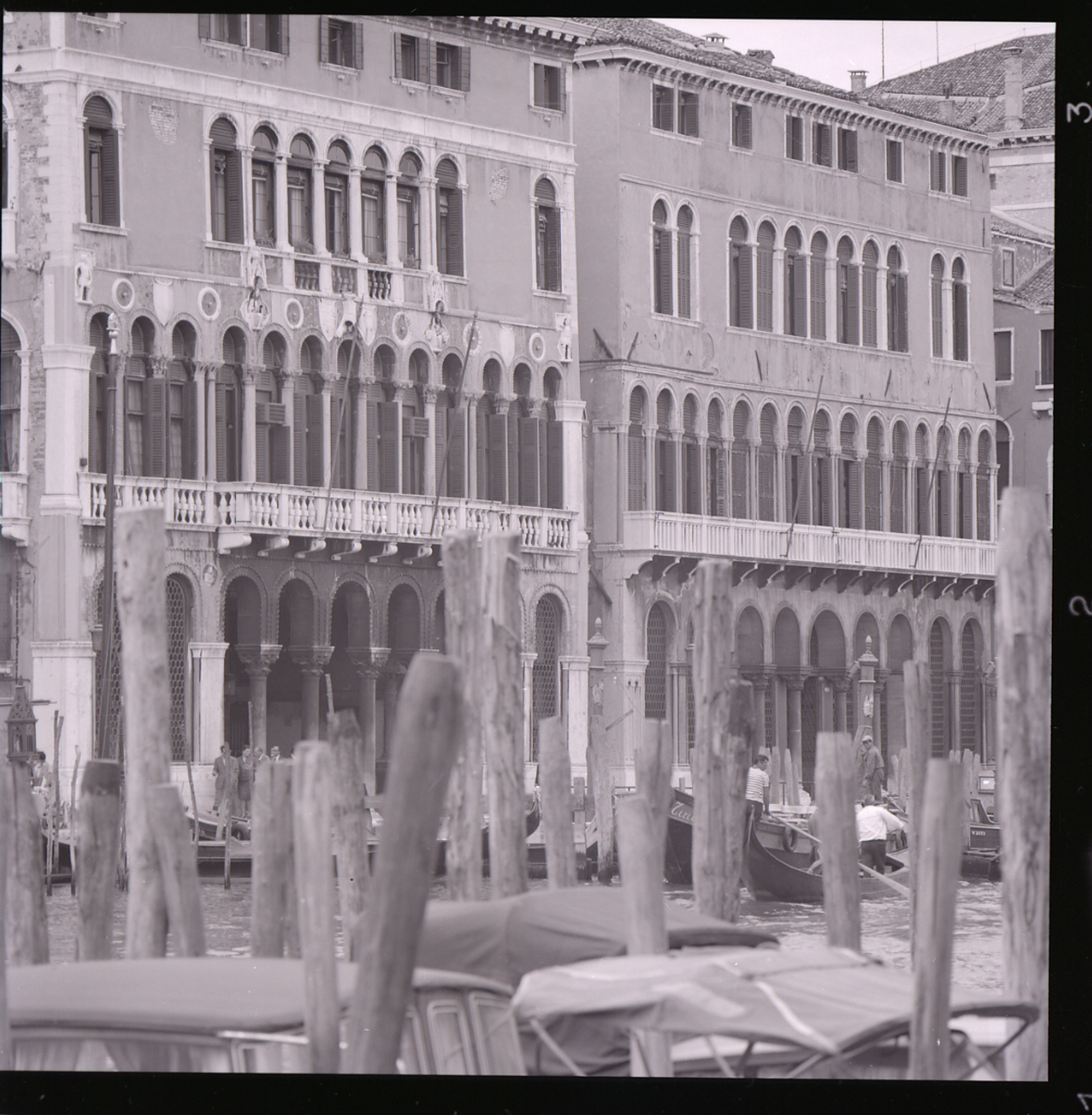
Les facades de Ca' Loredan (gauche) et de Ca' Farsetti en Grand Canal dans une photo par Paolo Monti, 1969

Ca' Loredan est construit au XIIIe siècle comme fondouk vénitien-byzantin. Le bâtiment est modifié et  progressivement agrandi par la famille Corner ou Cornaro Piscopia. Pendant le XVIIIe et le XIXe siècle, il est le domicile de la famille Loredan.  Il  passe à la commune de Venise en 1868 et devient, avec l'immeuble Farsetti, le siège de la municipalité de Venise.

### Dans l'histoire réelle
La famille Corner ou Cornera est connue par Elena Cornaro Piscopia (née le 5 juin 1646 à Venise et morte le 28 juillet 1684 à Padoue), fille Giovan Battista Cornaro, procurateur de la basilique Saint-Marc, et de Zanetta Boni. Philosophe et mathématicienne, elle est la première femme à obtenir un doctorat universitaire.

### Dans la fiction
Dans la série télévisée House of Niccolo (en) de Dorothy Dunnett, la Banco di Niccolo est située dans ce palais. 

## Description
Le palais  Loredan est un bâtiment dont la partie la plus ancienne est en style vénitien-byzantin. Il est, parmi les immeubles du Grand Canal, celui qui en conserve les traces les plus importantes.
Le rez-de-chaussée de la façade est percé d'un portique formé de cinq  arcs surhaussés, soutenus par quatre colonnes corinthiennes, flanqué de chaque côté de deux fenêtres de même forme. L'étage noble est rythmé de même manière, avec au-dessus du portique, une claire-voie de sept fenêtres, prolongé de chaque côté, d'un groupe  de trois fenêtres, dans le même style. La frise au-dessus comporte deux écussons; l'un avec le blason des Corner, l'épée placée en pal et chargé d'un ruban, l'autre aux armoiries royales des Lusignan, de Chypre. Quatre statues ornent la frise, aux extrémités un David et un Goliath, et au centre une Justice et une Force. Les sculptures datent vraisemblablement de 1363.
Au premier étage se trouve le salon de réception, le portègo, orné de stalles, et qui sert de salon du conseil municipal. Au murs, on trouve  des  œuvres de Benedetto Caliari et d'autres, parmi lesquels Gregorio Lazzarini et Véronèse.